# Scyliorhinus meadi
Espèce
Répartition géographique
Statut de conservation UICN

 DD  : Données insuffisantes
Scyliorhinus meadi est une espèce de requins.